# فرج البرعصي
فرج البرعصي (1960 - 1990)، لاعب كرة قدم ليبي. سجل هدفاً في كأس الأمم الأفريقية عام 1982 في ليبيا. وأصبح هدافاُ للدوري الليبي في موسم 86-1987 مع فريقه النصر.
توفي في حادث سير في 8 نوفمبر 1989.